# فلیچه مانچینی
فلیچه مانچینی (انگلیسی: Felice Mancini؛ زادهٔ ۱۰ ژوئن ۱۹۶۵) بازیکن فوتبال اهل ایتالیا است.
از باشگاه‌هایی که در آن بازی کرده‌است می‌توان به باشگاه فوتبال فروزینونه، باشگاه فوتبال ویرتوس لانچانو و باشگاه فوتبال دلفینو پسکارا اشاره کرد.